# Rhipidia (Rhipidia) brevipetalia
Rhipidia (Rhipidia) brevipetalia is een tweevleugelige uit de familie steltmuggen (Limoniidae). De soort komt voor in het Neotropisch gebied.